# Medel (Tiel)
Medel is een buurtschap en industrieterrein binnen de gemeente Tiel in de Nederlandse provincie Gelderland.
De buurtschap ligt ten westen van Echteld en hoorde tot en met 2001 ook bij deze gemeente. Bij de gemeentelijke herindeling per 1 januari 2002 werd Medel overgedragen aan Tiel. Het gebied is in ontwikkeling als bedrijventerrein en herbergt transportactiviteiten zoals van DHL en het distributiecentrum van de supermarktketen Lidl. Eveneens bevindt zich er de lokale vestiging van afvalverwerker Avri.

## Herkomst van de naam
De buurtschap is beschreven als Medele (1196) en Maedel of Mael (1400). De naam zou maai- of weiland betekenen.

## Geschiedenis
De oudste vermelding van Medel dateert uit 1076 en betreft Giselbertus de Medela die hier woonachtig was. In 1196 werd melding gemaakt van Medele, en in de 13e eeuw zou Rudolf van Medelen eigenaar van de plaats zijn geweest. In 1400 was er sprake van een kapel. In de 17e/18e eeuw werden er enkele boerderijen op terpen gebouwd. Tot 1830 was er het middeleeuwse Huis te Medel.
In de 21e eeuw zijn diverse archeologische onderzoeken uitgevoerd, waarbij resten zijn gevonden van menselijke activiteit vanaf de nieuwe steentijd tot aan de nieuwe tijd. Bij de opgravingen vond men op het perceel De Roeskamp resten van een agrarische nederzetting uit 4300 v.Chr. Daar werden runderen en varkens gehouden en graan (gerst en harde tarwe) verbouwd. Dat was opmerkelijk, omdat men de komst van de landbouw in Nederland steeds pas 700 jaar later had verondersteld.
Ruim 2000 jaar later bevond zich op Medel een zonnekalender van houten palen, waaruit men destijds zaai- en oogsttijdstippen kon aflezen. Daarbij werden ook resten aangetroffen die wezen op een prehistorische cultusplaats. De bekendmaking van deze vondst op 21 juni 2023 trok wereldwijd aandacht en al snel sprak men over een 'Tiels Stonehenge'.
In 2017 werd tijdens een uitbreiding van het bedrijventerrein een van de rijkste Romeinse vindplaatsen in de Betuwe aangetroffen. Onder de 2.500 gevonden bronzen voorwerpen waren een zeldzame balsamarium (zalfpot) gedecoreerd met liefdesgoden in reliëf, en luxe artikelen zoals mantelspelden, ringen, dolken, een olielamp en een wijnzeef. De voorwerpen lagen op een klein gebied van twintig tot vijftig meter breed in een oude rivierbedding die langs de iets hoger gelegen "Hoge Hof" lag. Onderzoekers vermoedden dat daar een villa of een heiligdom heeft gestaan.
Ook werden verschillende begraafplaatsen gevonden uit de nieuwe steentijd, waaronder een graf van ten minste acht personen, en sporen van een grafveld uit de 2e eeuw n.Chr. Bij de Medelsestraat/Bredesteeg zijn bewoningssporen aangetroffen vanaf de Romeinse tijd tot aan de late middeleeuwen.

## Zie ook

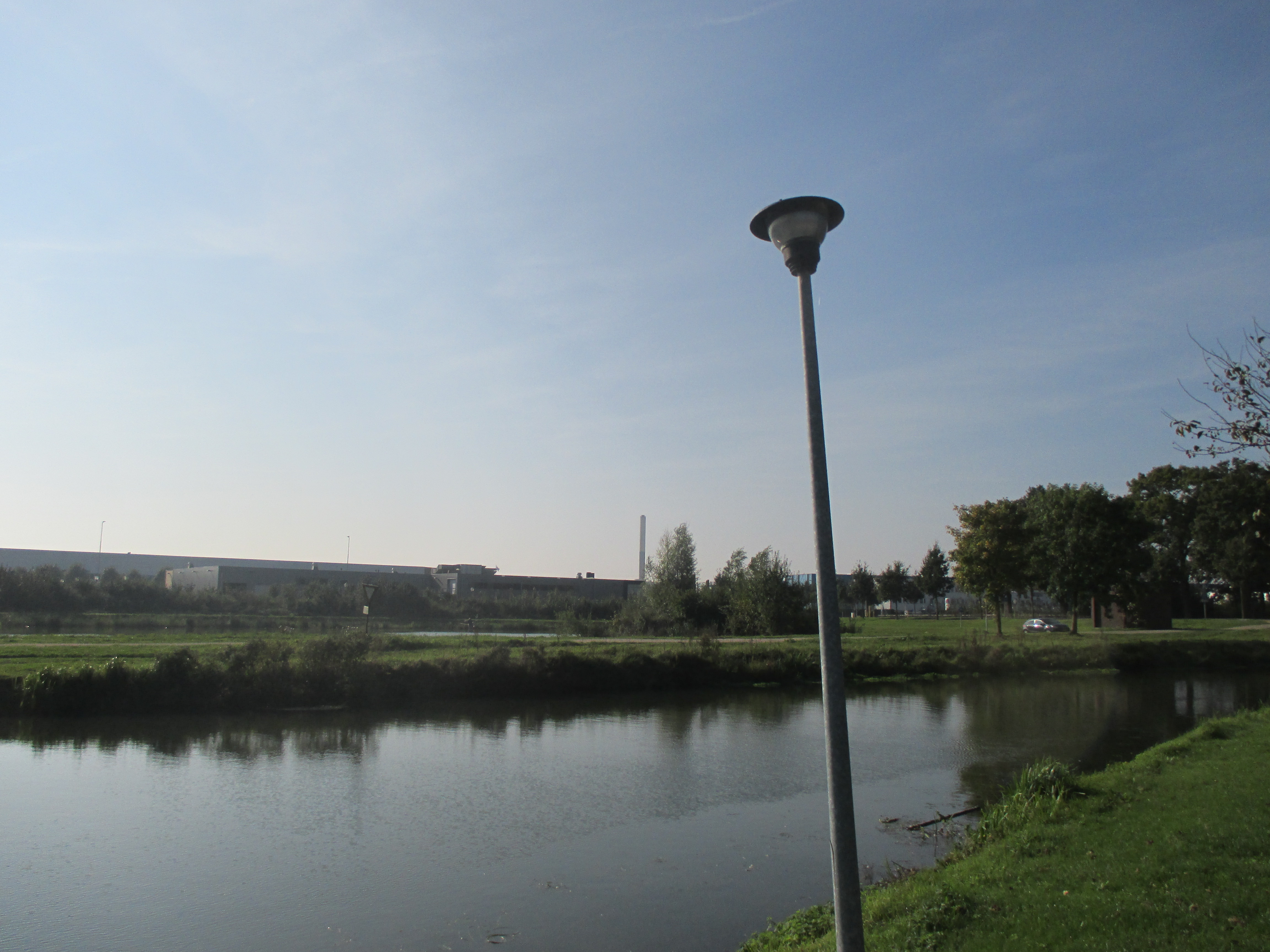
Zicht op het industrieterrein Medel vanuit het noorden